# Bartomeu Carceres
Bartomeu Cárceres est un compositeur espagnol de la Renaissance, actif au cours du XVIe siècle.

## Biographie
En plus de son nom, qui apparait dans les manuscrits, nous ne connaissons l'existence de Bartomeu Cárceres que parce que nous le trouvons dans les registres de la chapelle du duc de Calabre en 1546, où il apparait comme écrivain de livres. Outre ce fait, sa relation avec cette chapelle nous est indiquée à travers la situation de ses œuvres.
Bien qu'il ait vécu à Valence et qu’il soit probablement né dans cette ville, nous ne savons rien à propos de ses relations avec les principaux centres religieux. En revanche, nous savons qu’il travaillait au Palais Royal, où le vice-roi duc vécut.

## Œuvres
Parmi ses quelques œuvres conservées, on trouve des villancios religieuses et profanes et des œuvres liturgiques, peut-être créées pour des cérémonies religieuses au Palais Royal.
Ses œuvres sont conservées dans deux manuscrits, le Cangoner de Gandia et le Cançoner del Duc de Calabre. Nous trouvons même une ensalada La Trulla dans un livre d'Ensaladas publié en 1581 par Mateo Fletcha Le Jeune à Prague.